# Gustav Schultz
Gustav Schultz (ur. ok. 1825, zm. 1874) – niemiecki architekt działający w Poznaniu.

## Życiorys
Wykształcenie wyższe zdobył najprawdopodobniej w Berlinie, a około 1853 osiedlił się w Poznaniu. Ożenił się z córką miejscowego przedsiębiorcy budowlanego, Teodora Sterna. Był architektem, który spopularyzował w Poznaniu monumentalne, bogato zdobione kamienice o wykwintnych fasadach. Początkowo jego styl był linearny i drobiazgowo opracowywany, a z czasem wyewoluował w kierunku bogatego neorenesansu. Stał się architektem głównie niemieckich i żydowskich (w Poznaniu zniemczonych) elit burżuazyjnych, nie stroniąc od projektowania obiektów przemysłowych, a Gotthilf Berger zlecił mu zaprojektowanie Miejskiej Szkoły Realnej. Nie unikał eksperymentowania i wprowadzania nowych technik oraz materiałów, co spowodowało, że powierzono mu projekt Zakładu Sacré-Coeur na Wildzie (wspomagał go w tej realizacji Stanisław Hebanowski). Jako pierwszy architekt na terenie Poznania wprowadzał od 1855 żeliwne klatki schodowe, a potem (m.in. w Szkole Realnej) stropy z belek żelaznych i belki żelazne ponad otworami witryn handlowych reprezentacyjnych kamienic miejskich. Zaprojektował m.in. fabryki Weitza (1864-1869) i braci Friedmann (przed 1866).

## Charakter działalności i realizacje
Marceli Motty tak scharakteryzował go w swoich Przechadzkach po mieście: był bardzo wziętym architektem i odznaczał się między współfachowcami pewnym artystycznym usposobieniem. Oceniano go jako nowatora w sensie cywilizacyjnym, za wprowadzanie wygodnych łazienek, toalet, antresol, świetlików i garderób. Wnętrza kamienic i hoteli projektował nieszablonowo, wprowadzał bogaty program dekoracyjny, sztukatorski i malarski, doświetlał klatki schodowe przeszklonymi dachami, stosował żeliwne, silnie zdobione balustrady. Jednym z niewielu w pełni zachowanych z zewnątrz jego dzieł jest Pałac Anderschów w Poznaniu, pozbawiony jednak większości wyposażenia wnętrza, w tym malowideł Feliksa Bonka. Inne jego dzieła to:
- dom adwokata Gierscha (1856-1858), Aleje Marcinkowskiego 11,
- dom własny (1867), ul. Młyńska, neorenesansowy, monumentalny,
- kamienica Filipa Weitza (1859-1860), na rogu ulic Kramarskiej i Zamkowej,
- kamienica Platena na placu Cyryla Ratajskiego róg Młyńskiej[2].

Prawdopodobnie był też autorem następujących obiektów:
- kamienica u zbiegu ulic Gwarnej i 27 Grudnia (1866-1869),
- dom przy Alejach Marcinkowskiego 27 (fasada, 1870) i 28 (klatka schodowa),
- dom przy ul. 23 Lutego 7 (1872)[2].

Jego realizacje były licznie naśladowane w mieście. Do architektów nawiązujących do jego realizacji należeli: Marian Cybulski, Antoni Krzyżanowski, Eduard Feckert i Conrad Seidemann.